# 新金湖駅
新金湖駅（シングムホえき）は大韓民国ソウル特別市城東区金湖洞にある、ソウル交通公社5号線にある駅である。駅番号は538。
駅名は同じく金湖洞にある金湖駅と区別するため、駅名に「新」が付与された。

## 歴史
- 1996年12月30日 - ソウル特別市都市鉄道公社（当時）5号線・汝矣島～往十里区間の開通とともに開業。
- 2017年5月31日 - ソウル特別市都市鉄道公社とソウルメトロが統合され、ソウル交通公社の駅となる。

## 駅構造

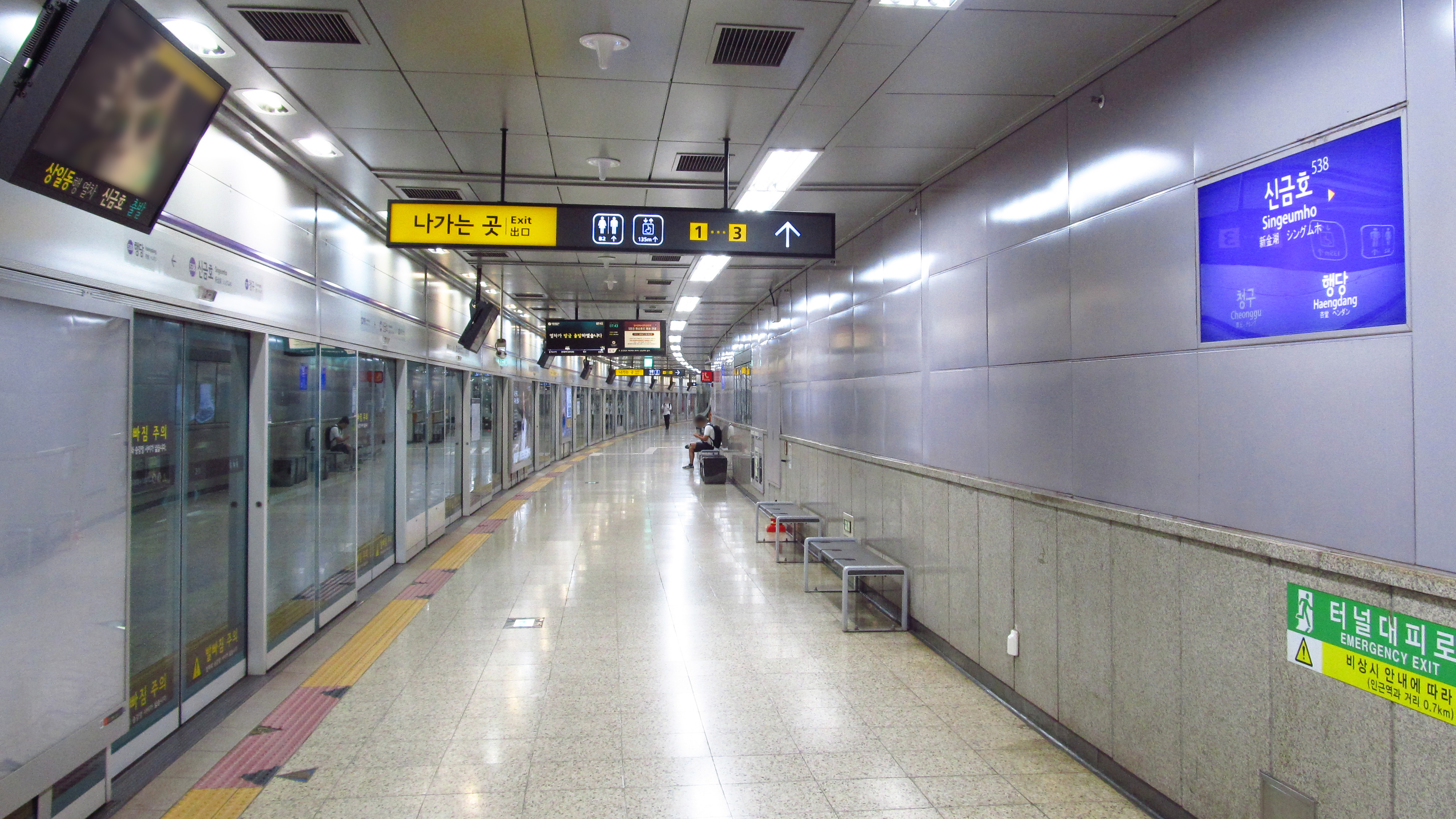
プラットホーム

島式ホーム1面2線の地下駅。

### のりば
案内上ののりば番号は設定されていない。 
| 上り | 5号線 | 忠正路・孔徳・汝矣島・カチ山・傍花方面                 |
| 下り | 5号線 | 光化門・東大門歴史文化公園・千戸・河南黔丹山・馬川方面 |

## 利用状況
近年の一日平均利用人員推移は下記のとおり。
| 路線  | 路線     | 2000年 | 2001年 | 2002年 | 2003年 | 2004年 | 2005年 | 2006年 | 2007年 | 2008年 | 2009年 | 出典  |
| ----- | -------- | ------ | ------ | ------ | ------ | ------ | ------ | ------ | ------ | ------ | ------ | ----- |
| 5号線 | 乗車人員 | 7,537  | 7,919  | 7,653  | 7,574  | 7,695  | 7,809  | 7,645  | 7,435  | 6,802  | 5,931  | [ 1 ] |
| 5号線 | 降車人員 | 7,357  | 7,744  | 7,686  | 7,800  | 7,889  | 8,088  | 7,863  | 7,633  | 7,026  | 6,159  | [ 1 ] |
| 5号線 | 乗降人員 | 14,894 | 15,663 | 15,339 | 15,375 | 15,584 | 15,897 | 15,508 | 15,068 | 13,829 | 12,090 | [ 1 ] |
| 路線  | 路線     | 2010年 | 2011年 | 2012年 | 2013年 | 2014年 | 2015年 | 2016年 |        |        |        | [ 1 ] |
| 5号線 | 乗車人員 | 5,993  | 5,759  | 5,614  | 5,752  | 5,512  | 5,429  | 5,726  |        |        |        | [ 1 ] |
| 5号線 | 降車人員 | 6,136  | 6,009  | 5,725  | 5,797  | 5,583  | 5,540  | 5,764  |        |        |        | [ 1 ] |
| 5号線 | 乗降人員 | 12,129 | 11,767 | 11,339 | 11,549 | 11,095 | 10,969 | 11,490 |        |        |        | [ 1 ] |

## 駅周辺
鷹峰山の東側にあり、起伏が激しく狭い路地が多い古くからの住宅地である。
- ソウル金湖初等学校（朝鮮語版）
- 金湖高等学校
- ソウル金北初等学校（朝鮮語版）
- 東山初等学校（朝鮮語版）
- 大京生活科学高等学校（朝鮮語版）

## 隣の駅
ソウル交通公社
 5号線
青丘駅 (537) - 新金湖駅 (538) - 杏堂駅 (539)